# Gangotri
Gangotri es un pueblo del distrito de Uttarkashi en la división de Garhwal del estado de Uttarakhand, en la India. Es uno de los cuatro lugares de peregrinación del Chota Char Dham, el "pequeño" Char Dham. Se encuentra a orillas del río Bhagirathi, la principal fuente del río Ganges, a 3042 m de altitud en el Himalaya.

## El templo de Gangotri

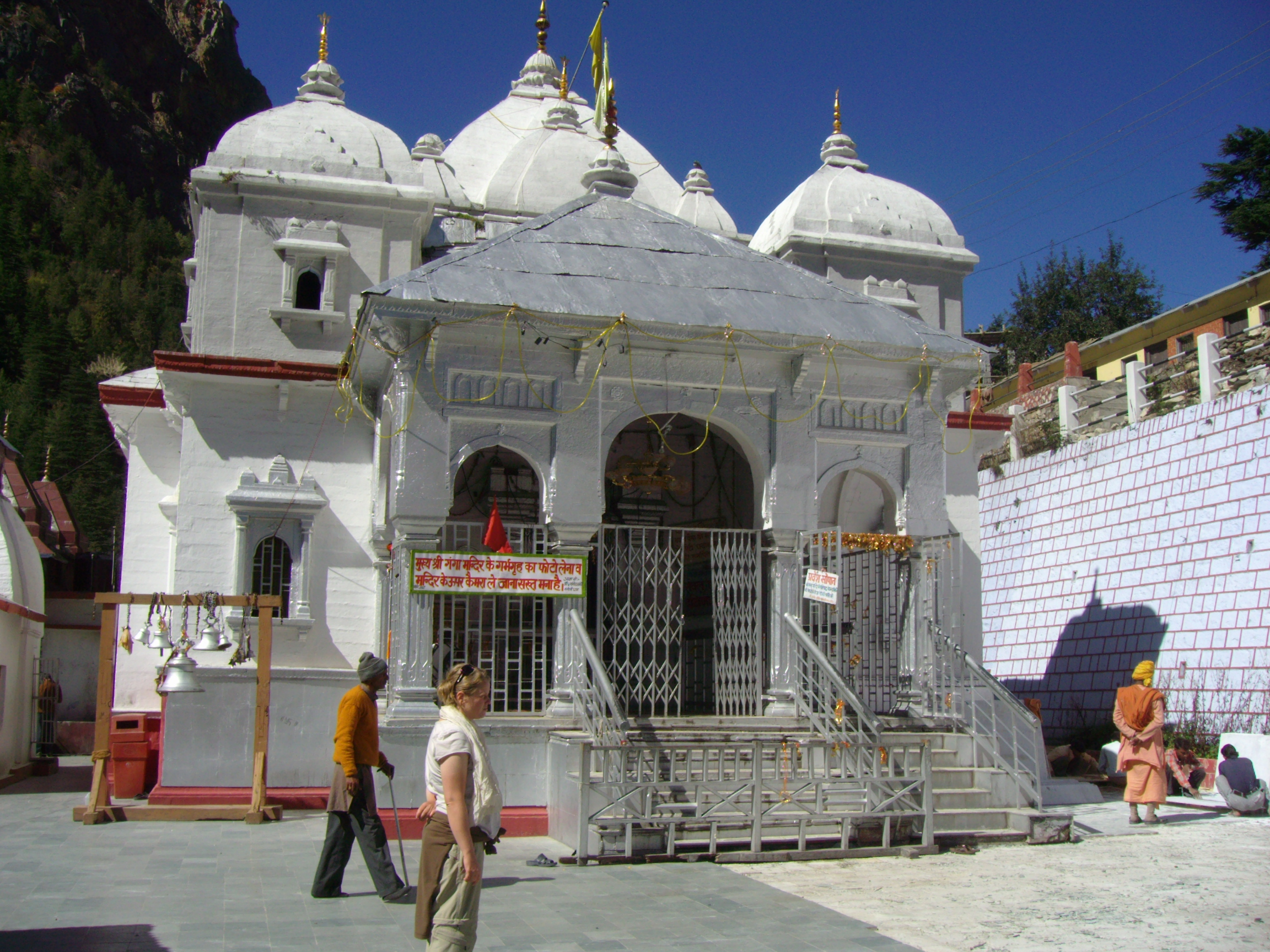
Templo de Gangotri

Gangotri se considera el lugar de nacimiento del río Ganges y morada de la diosa Ganga, aunque el río Bhagirati no se llamará Ganges hasta Devprayag, donde se une con otro río sagrado, el río Alaknanda. El origen del río se encuentra en Gaumukh, en la base del glaciar Gangotri, 19 km aguas arriba desde el templo de Gangotri.
Este lugar se encuentra a un día de viaje desde Rishikesh, Haridwar o Dehradun, o a dos días desde Yamunotri, el primer lugar a visitar del circuito Char Dam.
El pueblo, pequeño, está centrado en torno al templo de la diosa Ganga, construido por el general nepalí Amar Singh Thapa a principios del siglo XVIII. El templo se cierra cada año el día de Diwali, festival de las luces que se celebra en otoño, y se reabre en marzo.